# 644 Cosima
A 644 Cosima egy a Naprendszer kisbolygói közül, amit August Kopff fedezett fel 1907. szeptember 7-én.